# Valle di Zadnjica
La valle di Zadnjica (in sloveno Dolina Zadnjica) è una valle delle Alpi Giulie situata nella regione dell'Alta Carniola all'interno del parco nazionale del Tricorno.

## Descrizione
È situata nei pressi del passo della Moistrocca, vicino alla val Trenta e alla valle dell'Isonzo.